# 지수연
지수연(池秀娟, 1997년 4월 20일~)은 대한민국의 여자 가수이다. 대한민국 걸 그룹 위키미키의 구성원이며 리더와 메인보컬을 맡고있다.

## 이력
서울에서 출생하여 지난날 한때 경기도 고양과 경기도 화성에서 잠시 유아기를 보낸 적이 있으며 2014년 12월, 피자 헛 CF 광고 모델 첫 데뷔를 하였고 CJ 엔터테인먼트 연습생 시절이던 2016년 5월, 중화인민공화국 저장 위성 TV 프로그램 《꿀벌소녀대》 대한민국 서울 심사 관련 입상을 한 전력이 있으며 이후 2017년 8월 8일을 기하여 김도연, 최유정 등을 주축으로 하는 판타지오의 8인조 걸 그룹 "위키미키"를 통하여 가수 데뷔하였다. 소나무의 전 멤버였던 뉴썬과 친구지간이다.

## 학력
- 반석초등학교 (졸업)
- 은평중학교 (졸업)
- 한림연예예술고등학교 실용음악과 (졸업)

## 출연 작

### CF 광고
| 연도   | 광고주         | 비고                          |
| ------ | -------------- | ----------------------------- |
| 2014년 | 《한국피자헛》 | (with 김창완 & 김옹 & 이혜빈) |

### 뮤지컬
| 연도   | 작품명               | 비고      |
| ------ | -------------------- | --------- |
| 2015년 | 《하이 스쿨 뮤지컬》 | 테일러 역 |

### TV 시리즈
| 연도   | 방송사    | 작품명            | 비고 |
| ------ | --------- | ----------------- | ---- |
| 2016년 | 한국 JTBC | 《솔로몬의 위증》 | 단역 |

### TV 프로그램
| 연도   | 방송사            | 작품명                       | 비고                            |
| ------ | ----------------- | ---------------------------- | ------------------------------- |
| 2016년 | 중국 저장 위성 TV | 《꿀벌소녀대》               | 초기 입상(제9회)                |
| 2017년 | SBS               | 《더 쇼》                    | 스페셜 MC                       |
| 2019년 | MBC               | 《미스터리 음악쇼 복면가왕》 | 참가자 - 너희 정말 벨꼴이야! 벨 |
| 2019년 | tvN               | 《V-1》                      | 참가자 - 3위                    |